# Xã Zanesville, Quận Montgomery, Illinois
Xã Zanesville (tiếng Anh: Zanesville Township) là một xã thuộc quận Montgomery, tiểu bang Illinois, Hoa Kỳ. Năm 2010, dân số của xã này là 491 người.